# Júnior Brandão
José Brandão Gonçalves Júnior, meglio noto come Júnior Brandão o Juninho Brandão (Ibiúna, 7 gennaio 1995), è un calciatore brasiliano, attaccante del Malut Utd.

## Caratteristiche tecniche
È un centravanti.

## Carriera

### Club
Il 20 settembre 2018 ha esordito con il Ludogorec disputando l'incontro di UEFA Europa League perso 3-2 contro il Bayer Leverkusen.